# Rdesno
Rdesno (Persicaria) je rod rostlin z čeledi rdesnovitých (Polygonaceae) a podčeledi Polygonoideae. Rod byl v rámci taxonomických změn oddělen spolu s rodem Bistorta (hadí kořen) od původně široce pojatého rodu Polygonum (truskavec).

## Rozšíření
Rod je rozšířen převážně v mírném podnebné pásu a částečně i v subtropickém. Vyskytuje se ve všech světadílech zabydlených cévnatými rostlinami, včetně Austrálie. Rozmanitost a dobrá přizpůsobivost mu dovoluje osídlovat trvale zamokřená území a bažiny, vyprahlá pustá místa i obdělávané zemědělské pozemky, kde bývá nepříjemným plevelem.

## Popis
Jsou to trvalky nebo jednoleté rostliny, s bylinným nebo vzácněji dřevnatým stonkem. Mají kořeny kůlovité nebo vláknité, někdy oddenky nebo stolony. Lodyhy mají vzpřímené, poléhavé nebo popínavé, bývají holé nebo ochlupené, vzácně i trnité.
Listy s velkými palisty jsou opadavé, na lodyze většinou vyrůstající střídavě, s řapíkem nebo bez, s botkou trvalou nebo opadavou, podobnou listu nebo jen papírově blanitou, lysou nebo chlupatou. Listová čepel je vejčitá až kopinatá, šípovitá nebo hrálovitě lalokovitá. U některých vodomilných druhů mohou být listy plovoucí nebo ponořené.
stopkaté květenství je terminální nebo úžlabní, latnaté, klasnaté nebo hlávkovité. Květy se stopkami nebo bez bývají seskupené ve svazečcích po 2 až 14. Jsou morfologicky bisexuální, některé jsou druhotně funkčně jednopohlavné. Nerozlišené okvětí může být bílé, zelenavé, růžové, červené nebo fialové a mívá zvonkovitý nebo pohárkovitý tvar. Dimorfních okvětních lístků uspořádaných do dvou kruhů je nejčastěji 4 až 5, většinou jsou do 1/3 až 1/2 srostlé, vnější lístky jsou větší než vnitřní. Květ dále obsahuje 5 až 8 tyčinek s nitkami volnými, u báze srostlými nebo přirostlými k okvětí, zakončeny jsou eliptickými až vejčitými žlutými, růžovými nebo červenými introrsními nebo extrorsními prašníky. Synkarpní gyneceum je složeno ze 2 nebo 3 plodolistů, jednodílný semeník má 2 až 3 vzpřímené nebo ohnuté čnělky s kulovitými bliznami.
Plody jsou suché, pukavé nažky barvy hnědé, tmavě hnědé až černé, diskoidního nebo bikonvexního tvaru, bývají kulovité nebo až tříhranné, okřídlené a lysé. Semena mají zakřivená embrya.

## Taxonomie
Rod je tvořen přibližně 150 druhy, z nichž některé jsou od sebe značně odlišné a jiné zase tak podobné, že se vedou spory zda se jedná o druh nebo poddruh. Při určování jednotlivých druhů patří mezi znaky viditelné na prvý pohled např. nasedaní botky na lodyhu a její tvar nebo ochlupení, hustota květenství, barva okvětí, tvar a barva nažky, odění lodyhy a tvar, barva a dosedání listů na lodyhu.
V České republice roste těchto 8 druhů, z toho rdesno blešník ve třech podruzích:
- Rdesno blešník (Persicaria lapathifolia) (L.) Delarbre
  - Rdesno blešník pravé (Persicaria lapathifolia (L.) Delarbre subsp. lapathifolia)
  - Rdesno blešník bledé (Persicaria lapathifolia (L.) Delarbre subsp. brittingeri) (Opiz) Soják
  - Rdesno blešník skvrnité (Persicaria lapathifolia (L.) Delarbre subsp. pallida) (With.) Á. Löve
- Rdesno červivec (Persicaria maculosa) S. F. Gray
- Rdesno menší (Persicaria minor) (Huds.) Opiz
- Rdesno mnohoklasé (Persicaria polystachya) (Wall. ex Meisn.) H. Gross – zavlečené
- Rdesno pensylvánské (Persicaria pensylvanica) (L.) M. Gómez – zavlečené
- Rdesno peprník (Persicaria hydropiper) (L.) Delarbre
- Rdesno řídkokvěté (Persicaria mitis) (Schrank) Assenov
- Rdesno východní (Persicaria orientalis) (L.) Spach – zavlečené

Mimoto se v české přírodě vyskytuje těchto devět známých hybridů:
- Persicaria x bicolor (Borbás) Soják
- Persicaria x brauniana (F. W. Schultz) Soják
- Persicaria x condensata (F. W. Schultz) Soják
- Persicaria x figertii (G. Beck) Soják
- Persicaria x hervieri (G. Beck) Soják
- Persicaria x hybrida (G. Beck) Soják
- Persicaria x intercedens (G. Beck) Soják
- Persicaria x lenticularis (Hy) Soják
- Persicaria x subglandulosa (Borbás) Soják [3][4]

## Méně známá rdesna

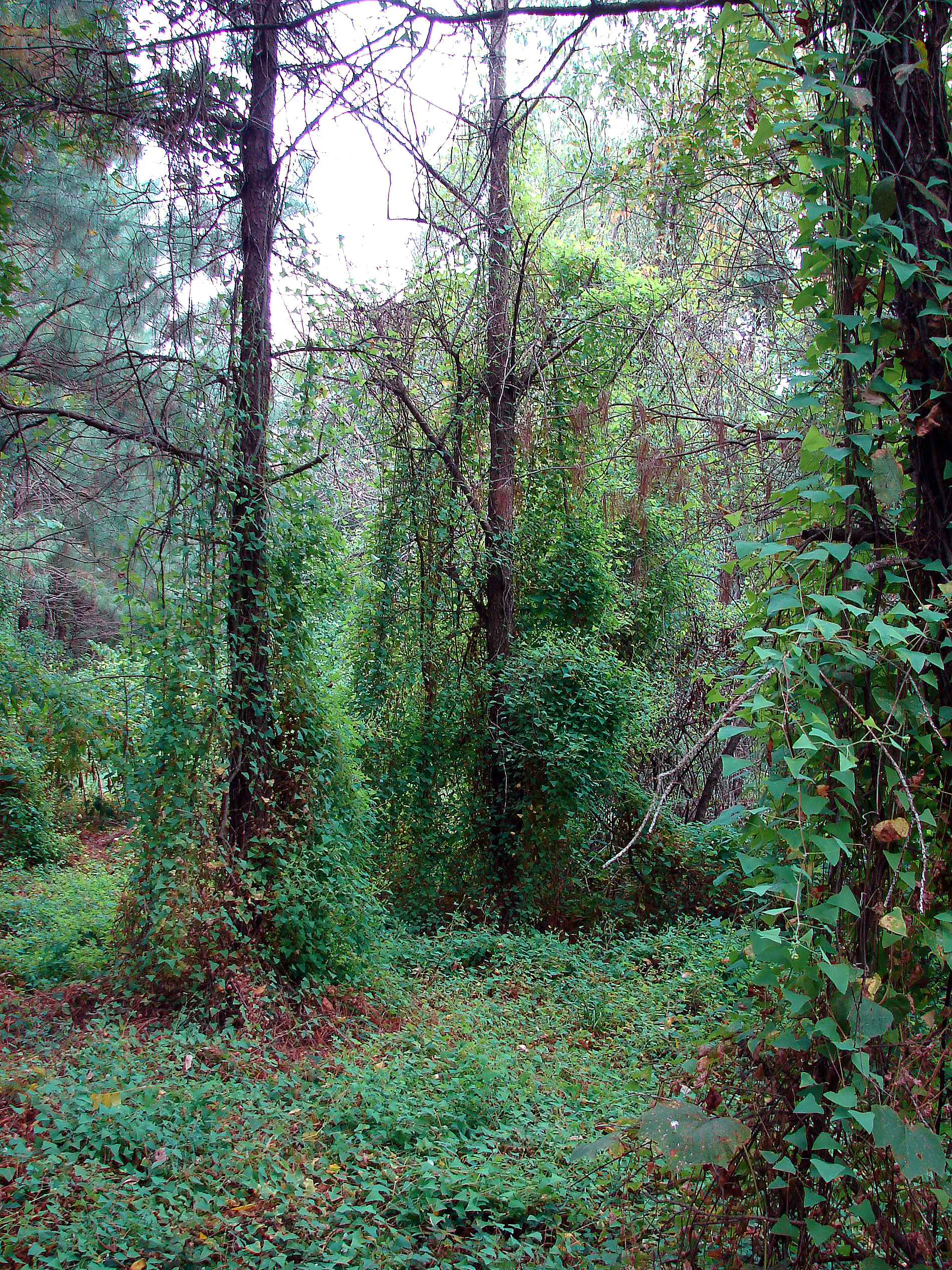
Persicaria perfoliata
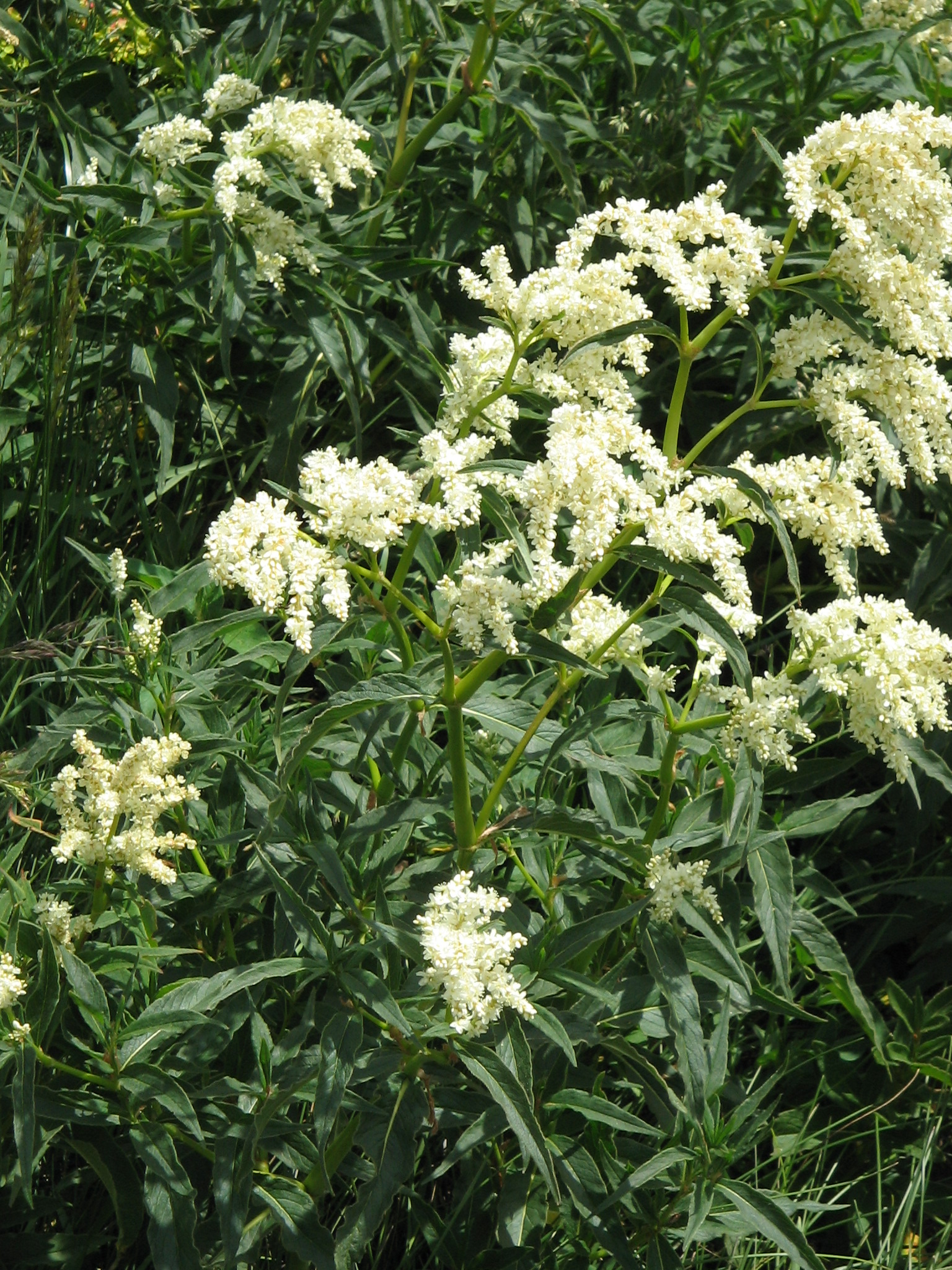
Persicaria alpina
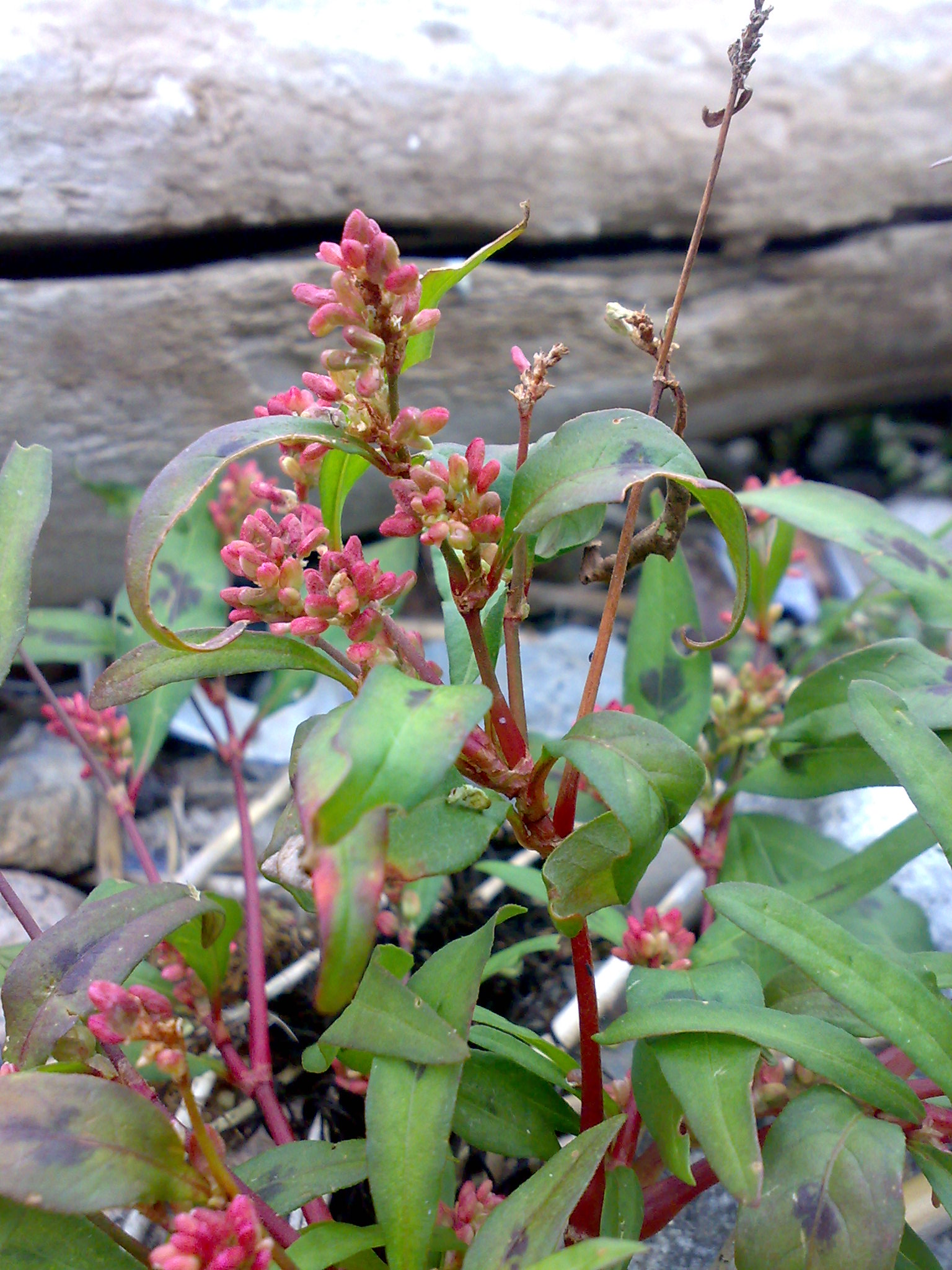
Persicaria maculosa
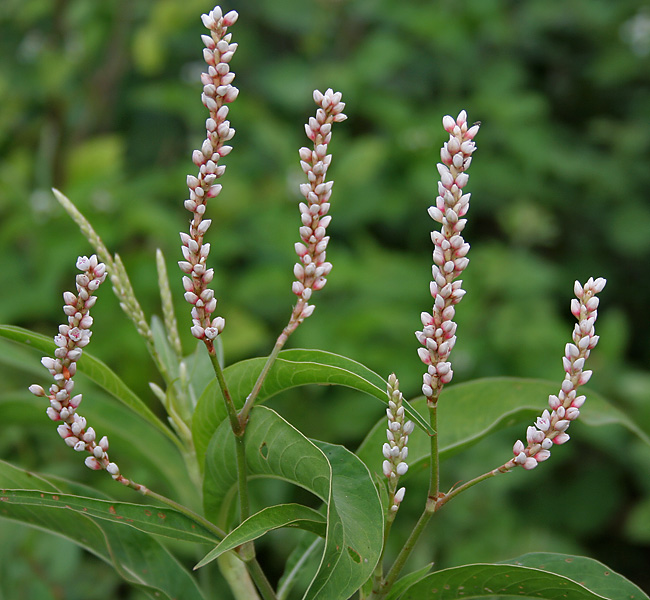
Persicaria glabra